# Jarrell Miller
Jarrell King Miller (Brooklyn, 15 luglio 1988) è un pugile statunitense.
È diventato famoso per la prima volta nel 2007 quando ha combattuto per i New Jersey Tigers nella World Combat League e ha raggiunto la finale del torneo New York Golden Gloves nello stesso anno. Imbattuto nel pugilato (23 vittorie, 1 pareggio), le sue uniche due sconfitte nella kickboxing (21 vittorie, 2 sconfitte) sono arrivate contro il campione del mondo di kickboxing e arti marziali miste, Mirko Filipović. Miller è attualmente classificato come l'ottavo miglior peso massimo del mondo da Boxrec e il nono migliore dalla rivista The Ring.

## Biografia
Miller è nato e cresciuto a Brooklyn, New York, ed è di origini caraibiche e latinoamericane. Ha iniziato a praticare Muay Thai all'età di 14 anni, come un modo per difendersi dopo essere stato aggredito per strada. Ha iniziato a praticare la boxe all'età di 16 anni. Miller ha plasmato il suo stile su alcuni dei suoi primi idoli di boxe, tra cui Mike Tyson e Riddick Bowe. Attualmente SOSPESO PER DOPING, gli è stata negata una licenza di boxe all'inizio di questa settimana a New York (maggio 2020) per un incontro per il titolo mondiale a causa di un test positivo per una sostanza vietata, e successivamente ha fallito un secondo e un terzo test per due diverse sostanze.

## Record professionale
| N. | Risultato | Record | Avversario               | Metodo | Data              | Round  | Luogo                                | Note                                                                                                  |
| -- | --------- | ------ | ------------------------ | ------ | ----------------- | ------ | ------------------------------------ | --- |
|    |           |        |                          |        |                   |        |                                      | |
|    |           |        |                          |        |                   |        |                                      | |
| 25 | Vittoria  | 24–0-1 | Ariel Esteban Bracamonte | UD     | 23 giugno 2022    | 10     | Buenos Aires, Argentina              | |
| 24 | Vittoria  | 23–0-1 | Bogdan Dinu              | KO     | 17 novembre 2018  | 4 (12) | Mulvane, Stati Uniti d'America       | Vince il titolo WBA-NABA interim dei pesi massimi. Vince il vacante titolo WBO-NABO dei pesi massimi. |
| 23 | Vittoria  | 22–0-1 | Tomasz Adamek            | KO     | 6 ottobre 2018    | 2 (12) | Chicago, Stati Uniti d'America       | |
| 22 | Vittoria  | 21–0-1 | Johann Duhaupas          | UD     | 28 aprile 2018    | 12     | New York, Stati Uniti d'America      | |
| 21 | Vittoria  | 20–0-1 | Mariusz Wach             | TKO    | 11 novembre 2017  | 9 (12) | Uniondale, Stati Uniti d'America     | |
| 20 | Vittoria  | 19–0-1 | Gerald Washington        | RTD    | 29 luglio 2017    | 8 (10) | New York, Stati Uniti d'America      | |
| 19 | Vittoria  | 18–0-1 | Fred Kassi               | RTD    | 19 agosto 2016    | 3 (10) | Rochester, Stati Uniti d'America     | Mantiene il titolo WBO-NABO dei pesi massimi.                                                         |
| 18 | Vittoria  | 17–0-1 | Nick Guivas              | TKO    | 27 maggio 2016    | 2 (10) | Niagara Falls, Stati Uniti d'America | Vince il vacante titolo WBO-NABO dei pesi massimi.                                                    |
| 17 | Vittoria  | 16–0-1 | Donovan Dennis           | TKO    | 22 gennaio 2016   | 7 (10) | Tucson, Stati Uniti d'America        | Vince il titolo WBA-NABA interim dei pesi massimi.                                                    |
| 16 | Vittoria  | 15–0-1 | Akhror Muralimov         | TKO    | 23 ottobre 2015   | 3 (8)  | Phoenix, Stati Uniti d'America       | |
| 15 | Vittoria  | 14–0-1 | Excell Holmes            | TKO    | 26 giugno 2015    | 1 (6)  | Niagara Falls, Stati Uniti d'America | |
| 14 | Vittoria  | 13–0-1 | Damon McCreary           | TKO    | 4 giugno 2015     | 2 (8)  | New York, Stati Uniti d'America      | |
| 13 | Vittoria  | 12–0-1 | Raymond Ochieng          | TKO    | 17 aprile 2015    | 1 (6)  | Hinckley, Stati Uniti d'America      | |
| 12 | Vittoria  | 11–0-1 | Aaron Kinch              | UD     | 9 gennaio 2015    | 6      | Santa Ynez, Stati Uniti d'America    | |
| 11 | Vittoria  | 10–0-1 | Rodricka Ray             | UD     | 13 novembre 2014  | 6      | New York, Stati Uniti d'America      | |
| 10 | Vittoria  | 9–0-1  | Joshua Harris            | TKO    | 15 maggio 2014    | 2 (6)  | New York, Stati Uniti d'America      | |
| 9  | Vittoria  | 8–0-1  | Jon Hill                 | TKO    | 31 gennaio 2014   | 3 (6)  | Chester, Stati Uniti d'America       | |
| 8  | Vittoria  | 7–0-1  | Sylvester Barron         | TKO    | 18 dicembre 2013  | 2 (6)  | New York, Stati Uniti d'America      | |
| 7  | Vittoria  | 6–0-1  | Willie Chisolm           | TKO    | 7 novembre 2013   | 2 (6)  | Cockeysville, Stati Uniti d'America  | |
| 6  | Vittoria  | 5–0-1  | Tobias Rice              | RTD    | 25 settembre 2013 | 2 (4)  | New York, Stati Uniti d'America      | |
| 5  | Pareggio  | 4–0-1  | Joey Dawejko             | PTS    | 19 gennaio 2013   | 4      | Uncasville, Stati Uniti d'America    | |
| 4  | Vittoria  | 4–0    | Tyrone Gibson            | TKO    | 19 dicembre 2012  | 2 (4)  | New York, Stati Uniti d'America      | |
| 3  | Vittoria  | 3–0    | Donnie Crawford          | TKO    | 21 aprile 2012    | 1 (4)  | New York, Stati Uniti d'America      | |
| 2  | Vittoria  | 2–0    | Isaac Villanueva         | TKO    | 19 maggio 2011    | 3 (4)  | New York, Stati Uniti d'America      | |
| 1  | Vittoria  | 1–0    | Darius Whitson           | TKO    | 18 luglio 2009    | 1 (4)  | New York, Stati Uniti d'America      | |